# 黑森-達姆施塔特的伊雷妮
黑森和莱茵大公国伊雷妮公主（德語：：1866年7月11日—1953年11月11日），全名伊雷妮·路易丝·玛利亚·安娜（德語：Irene Luise Maria Anna），是黑森和莱茵大公路德维希四世及其夫人爱丽丝公主的第三女，也是第三个孩子。伊雷妮公主的丈夫是表兄海因里希王子，德意志皇帝腓特烈三世的第三个孩子。